# Pleocnemia membranacea
Pleocnemia membranacea là một loài dương xỉ trong họ Tectariaceae. Loài này được Hook. Bedd. mô tả khoa học đầu tiên năm 1876.